# André Oliver
André Oliver là một nhà thiết kế thời trang người Pháp, đồng thời là đối tác kinh doanh lâu dài và bạn đời của Pierre Cardin. Ông sinh năm 1932 ở Toulouse.
Oliver bắt đầu làm việc cho Pierre Cardin từ năm 1951, một năm sau khi Cardin thành lập hãng thời trang, trở thành "đồng nghiệp sáng tạo, bạn, và cánh tay phải đắc lực của Pierre Cardin".